# Hemiceras tricolora
Hemiceras tricolora är en fjärilsart som beskrevs av Dyar 1908. Hemiceras tricolora ingår i släktet Hemiceras och familjen tandspinnare. Inga underarter finns listade i Catalogue of Life.